# ラインハルト作戦
ラインハルト作戦（ラインハルトさくせん、ドイツ語: Aktion Reinhardt、アクツィオン・ラインハルト）は、ナチス・ドイツが第二次世界大戦中に執行したユダヤ人大量虐殺作戦。
ポーランドなど東ヨーロッパのゲットー（ユダヤ人隔離居住区）を解体し、そこで暮らすユダヤ人を三大絶滅収容所（ベウジェツ強制収容所、ソビボル強制収容所、トレブリンカ強制収容所）へ移送して殺害する、ホロコーストの一環である絶滅計画である。
「ラインハルト」の名は国家保安本部長官ラインハルト・ハイドリヒ親衛隊大将のファーストネームに由来するとされる。

## 経緯
独ソ戦の行き詰まりでナチスが当初思い描いていたユダヤ人の東方追放は難しくなった。ナチスは東ヨーロッパのゲットーのユダヤ人の処遇に困り、彼らを殺害することとした。後に「ラインハルト作戦」と命名されるこのユダヤ人虐殺作戦は、1941年10月頃から準備が開始され、1942年3月中旬から1943年11月初旬にかけて実行された。
「ラインハルト作戦」の執行にあたったのはルブリン地区親衛隊及び警察指導者オディロ・グロボクニク親衛隊少将（以下階級は当時）であった。グロボクニクはポーランド総督府領全体の親衛隊及び警察高級指導者フリードリヒ・ヴィルヘルム・クリューガー親衛隊大将の指揮下にあったが、「ラインハルト作戦」の執行においては親衛隊全国指導者ハインリヒ・ヒムラーに直属するとされ、クリューガーの指揮は受けなかった。さらに「ラインハルト作戦」を実質的に指揮したのはグロボクニクの副官であるヘルマン・ヘーフレ親衛隊大尉であった。彼が各地域の親衛隊及び警察指導者と調整しながらゲットーのユダヤ人の絶滅収容所への移送を指揮した。
「ラインハルト作戦」の執行のために総督府領内にベウジェツ強制収容所、ソビボル強制収容所、トレブリンカ強制収容所の三大絶滅収容所が建設された。
「ラインハルト作戦」は1942年3月から5月にかけてルブリン・ゲットーやルヴフ・ゲットーの撤去作戦という形で始まった。7月22日にはワルシャワ・ゲットーで撤去作戦が行われる。8月には総督府全体でゲットーの撤去作戦が広がった。1942年のうちにはワルシャワ・ゲットーを除いて総督府領内のほぼすべての都市のゲットーが片づけられた。ゲットーのユダヤ人たちは絶滅収容所へ送られ、殺害された。ベウジェツでは1942年3月から、ソビボルでは5月から、トレブリンカでは7月からユダヤ人やロマ民族を一酸化炭素を使ったガス室において処理させはじめた。
しかしドイツの戦況が悪化しはじめた1943年になるとまずベウジェツが閉鎖され、続いてトレブリンカとソビボルも囚人の脱走騒ぎがあったのを機に閉鎖されていった。1943年11月までには3収容所とも消滅し、ラインハルト作戦はここに終焉する。ナチスはこの三収容所を跡形もなく解体し、さらに跡地には植林を施して背景に溶け込ませて証拠の隠蔽を図っている。これ以降の絶滅政策はアウシュヴィッツ＝ビルケナウ強制収容所やマイダネク強制収容所、ヘウムノ強制収容所などが中心となっていった。

## 虐殺数
作戦により虐殺されたユダヤ人数は次のとおりである。
| 収容所名               | 作戦期間               | 虐殺数 |
| ---------------------- | ---------------------- | ------ |
| ベウジェツ強制収容所   | 1942年3月 – 1942年12月 | 60万人 |
| ソビボル強制収容所     | 1942年4月 – 1943年10月 | 25万人 |
| トレブリンカ強制収容所 | 1942年7月 – 1943年8月  | 87万人 |
| ヘウムノ強制収容所。   | 1941年12月 – 1945年1月 | 32万人 |